# Едерминде
Едерминде (њем. Edermünde) општина је у њемачкој савезној држави Хесен. Једно је од 27 општинских средишта округа Швалм-Едер. Према процјени из 2010. у општини је живјело 7.327 становника. Посједује регионалну шифру (AGS) 6634002.

## Географски и демографски подаци
Едерминде се налази у савезној држави Хесен у округу Швалм-Едер. Општина се налази на надморској висини од 197 метара. Површина општине износи 25,8 km². У самом мјесту је, према процјени из 2010. године, живјело 7.327 становника. Просјечна густина становништва износи 284 становника/km².

## Међународна сарадња
| Мјесто   | Држава  | Врста сарадње | Од    |
| -------- | ------- | ------------- | ----- |
| Терентен | Италија | партнерство   | 1989. |
| Извор    |         |               |       |